# Hordaland
Hordaland er et tidligere fylke i Norge, der ved Regionsreformen i Norge, blev lagt sammen med Sogn og Fjordane til det nye fylke, Vestland. Provinsen havde i 2002 438.253 indbyggere, svarende til 9,6 % af Norges befolkning. Arealet er på 15.634 kvadratkilometer. Administrationen var beliggende i Bergen.
Navnet, norrønt Hǫrðaland, første led af stammenavnet hǫrðar af urgermansk haruðóz, er sandsynligvis et oprindelig keltisk navn med betydningen "kriger", "helt". Hordaland er tidligt omtalt i litteratur. Julius Cæsar nævner i De bello gallico fra 52 f.Kr. tyve germanske stammer, deriblandt "haruder", sandsynligvis "horder", folk fra Hordaland. Jordanes opregner i 500-tallet nordiske "riger", deriblandt Rogaland og Hordaland. Omkring 787 fortæller en angelsaksisk krønike, at der kom "norðmanna of Hereða lande" - der menes nok "fra Hordaland". Da kongens ombudsmand kom for at føre dem til sin herre, huggede de ham ned.

## Kommuner
Det tidligere Hordaland fylke havde i alt 33 kommuner:
| 1. Askøy 2. Austevoll 3. Austrheim 4. Bergen 5. Bømlo 6. Eidfjord 7. Etne 8. Fedje 9. Fitjar 10. Fjell 11. Fusa 12. Granvin 13. Jondal 14. Kvam 15. Kvinnherad 16. Lindås 17. Masfjorden | 1. Meland 2. Modalen 3. Odda 4. Os 5. Osterøy 6. Øygarden 7. Radøy 8. Samnanger 9. Stord 10. Sund 11. Sveio 12. Tysnes 13. Ullensvang 14. Ulvik 15. Vaksdal 16. Voss |

## Historie
Før rigssamlingen i 800-tallet var "Hordafylke" (norrønt Hǫrðafylki) et eget småkongedømme, og efter rigssamlingen tilbragte de norske konger megen tid på kongsgårdene i fylket (Alrekstad i den nuværende bydel Årstad i Bergen, Fitjar og Seim på Lindås) før der blev etableret byer. Bergen blev grundlagt af kong Olav Kyrre i 1070. Byen blev efterhånden hovedstad for hele Norgesvældet frem til år 1314, og ble fra ca. 1350 tilknyttet Hansaforbundet frem til ca. år 1750.
I 1503 blev Norge inddelt i fire hovedlen, med Hordaland som en del av Bergenhus len, omfattende Vestlandet og Nord-Norge, med Bergen som administrationsby og udskibningshavn.
I 1662 blev lenene afløst af amter og stiftsamter. Hordaland indgik i Bergen stiftamt (oprettet i 1669), som fra da af omfattede det senere Hordaland fylke, Sogn og Fjordane og Sunnmøre, med Nordlandenes amt som underliggende amt (Nordland og Troms).
I 1681 oprettedes Bergenhus amt som et eget underamt i Bergen stiftamt, og Hordaland som en del af dette.
I 1682 blev Vardøhus amt (Finnmark) innlemmet i Nordlandenes amt, og dermed også underlagt Bergenhus stiftamt, men allerede i 1685 blev Vardøhus udskilt igen.
I 1689 blev Sunnmøre overført til Romsdals amt, men fortsat underlagt Bergen stiftamt.
I 1763 blev det resterende Bergenhus amt delt i Søndre Bergenhus amt og Nordre Bergenhus amt, Søndre Bergenhus amt tilsvarende det oprindelige Hordaland, mens Nordre Bergenhus amt tilsvarede de to oprindelige fylker Sygnafylke og Firdafylke fra Gulatingsloven.
I 1773 blev dele af dagens Gulen kommune beliggende syd for Dingeneset overført til Nordre Bergenhus amt.
I 1789 blev Troms overført fra Nordlandenes amt til Finmarkens amt.
I 1831 blev Bergen udskilt fra Søndre Bergenhus amt, og fik benævnelsen Bergen amt.
I 1919 blev Søndre Bergenhus amt omdøbt til Hordaland fylke, og Nordre Bergenhus amt til Sogn og Fjordane fylke.
I 1972 blev kommunerne Arna, Fana, Laksevåg og Åsane indlemmet i Bergen, og byen blev samtidig indlemmet i Hordaland fylke.